# Супергърл: Жената на утрешния ден
„Супергърл: Жената на утрешния ден“ (на английски: Supergirl) е предстоящ американски супергеройски филм от 2024 г. за едноименния персонаж на Ди Си Комикс, продуциран от „Ди Си Студиос“ и разпространен от „Уорнър Брос Пикчърс“, той ще е вторият филм от вселената на Ди Си. Режисьор е Крейг Гилеспи, а сценарият е на Ана Нугиера. Главната роля ще се изпълнява от актрисата Мили Алкок.
Снимачният процес на филма ще започне през октомври 2024 г. в Атланта. Премиерата на филма е планирана да излезе по кината в Съединените щати на 26 юни 2026 г. като част от „Богове и чудовища“.